# Xal·la

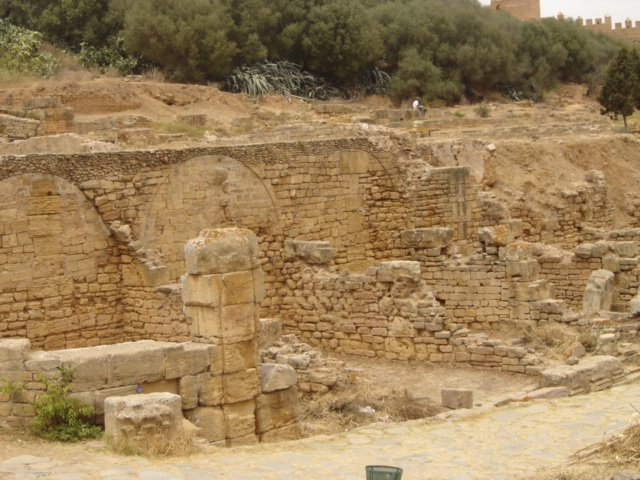
Muralla de Sala Colonia

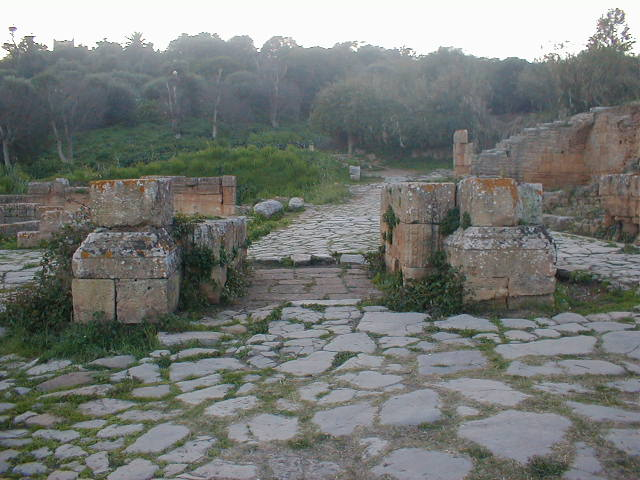
carrer romà a Chella

Xal·la (àrab: شالة, Xālla, habitualment escrit Chella o Chellah, versió francesa del nom) és una antiga ciutat del Marroc, avui en ruïnes, a la vora del riu Bu Regreg, al nord-est de Rabat i a uns 3 km de la costa. Al lloc hi ha una font permanent i la terra és fèrtil.
Les excavacions mostren successives ocupacions de mauritans, fenicis/cartaginesos, romans i musulmans, sent els objectes trobats més antics del segle VII aC. Fou una escala entre Lixus (Larraix) i Mogador. Sota els romans fou Sala Colonia i va ser capital de Juba II; vers el 140 es van construir les muralles i fou part del limes fins que fou abandonada al segle iv. No s'ha de confondre amb una altra ciutat de nom Sala també al Marroc.
No se sap ben bé la successió de fets però al final del segle VIII estava en mans dels idríssides. A la mort d'Idris II (Idrís al-Àsghar) el 807 la regió va passar en herència a Isa ibn Idris, que després es va revoltar contra l'emir de Fes Muhàmmad ibn Idrís el qual va demanar ajut al seu germà al-Kasim ibn Idris de Tànger, però aquest va refusar l'ajut i llavors va demanar el suport d'Umar ibn Idris del Rif que va atacar Wazekkur, seu del rebel, d'on va expulsar a Isa que es va haver de refugiar a Xal·là. La nissaga fou eliminada pels Banu Ifran que van dominar la regió. Posteriorment es va fundar Salé i Xal·là va quedar gairebé abandonada fins que fou destruïda pels almoràvits el 1154.
A finals del segle xii els benimerins van decidir establir a Xal·là la necròpolis reial. La primera que hi va ser enterrada el 1284 fou la princesa Umm al-Azz, esposa d'Abu-Yússuf Yaqub ibn Abd-al-Haqq (1258-1286). El mateix Yaqub, mort a Algesires el 1286, hi fou portat igualment. Inicialment fou una mesquita amb dues tombes però Abu-l-Hàssan Alí ibn Uthman (1331-1348) va ampliar la necròpolis i la va fer monumental. Mort a les muntanes d'Hintata, hi fou enterrat el 1348 i la seva tomba és objecte d'especial veneració. Posteriorment però la necròpolis es va deixar d'utilitzar.
Més endavant va fundar una zawiya a Xal·là el sufita Sidi al-Hajj Abd Allah al-Yaburi, però a causa de la crisi econòmica la ciutat no va prosperar i la ciutat es va veure arrossegada a l'anarquia que va marcar el final de la dinastia marínida a la meitat del segle xv. La necròpolis fou saquejada. Al segle xvii va passar a mans de la tribu Sabbah que la va convertir en fortalesa i la va fer servir de base per saquejar la comarca. El 1755 va ser afectada per un terratrèmol.
A l'inici del segle xx fou objecte d'excavacions arqueològiques, que van posar a la llum especialment la ciutat romana i alguns monuments marínides. Avui dia és un lloc turístic i des de 2005 s'hi celebra un festival internacional de jazz.